# Малый Житин
Малый Житин (укр. Малий Житин) — село в Шпановской сельской общине Ровненского района Ровненской области Украины.
Население по переписи 2001 года составляло 522 человека. Почтовый индекс — 35376. Телефонный код — 362. Код КОАТУУ — 5624681505.